# Tachenberg (Gemeinde Altendorf)
Tachenberg ist eine Ortschaft der Gemeinde Altendorf in Niederösterreich.

## Geografie
Der kleine Ort besteht aus der Streusiedlung Tachenberg sowie mehreren Einzellagen. Tachenberg ist über die Straße von Gloggnitz nach Kranichberg erreichbar.

## Geschichte
Die Gehöfte in Tachenberg wurden erstmals 1386 erwähnt. Im Jahr 1889 wurden Tachenberg und Syhrn der Gemeinde Altendorf angeschlossen. Laut Adressbuch von Österreich waren im Jahr 1938 in Tachenberg mehrere Landwirte ansässig.